# 戴运寅
戴运寅，河南益阳人，是一名清朝政治人物。
戴运寅曾于1902年接替汪以诚任南汇县知县一职，1903年由张宝瑔接任。